# Raid di Ruthven
Il Raid di Ruthven fu una cospirazione politica che ebbe luogo in Scozia il 22 agosto 1582. Vi parteciparono diversi nobili presbiteriani, guidati da William Ruthven, I conte di Gowrie, che rapì il re Giacomo VI di Scozia (allora sedicenne). I nobili intendevano riformare il governo scozzese, limitare l'influenza della politica francese e filo-cattolica e impedire o gestire il ritorno di Maria, regina di Scozia dall'Inghilterra. Il loro governo, durato circa dieci mesi, è noto come "Ruthven Regime" o "Gowrie Regime".

## Colpo di stato scozzese

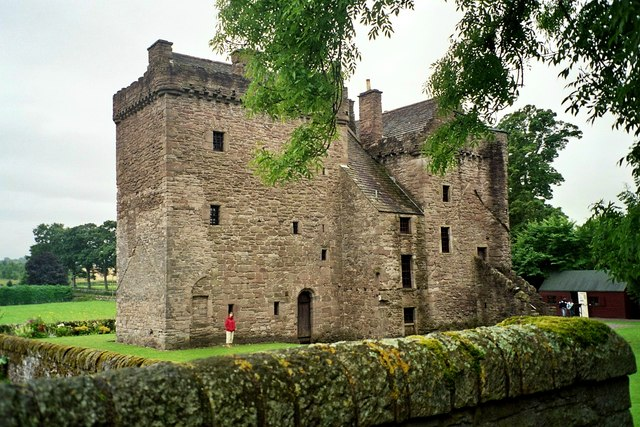
Il castello di Ruthven ora chiamato Huntingtower

### Castello di Ruthven
Nel luglio 1582 i lord scontenti si coalizzarono, per sostenersi a vicenda, nella loro impresa di eliminare le influenze cattoliche attorno al giovane re. Il loro partito divenne noto come "Lords Enterprisers", i loro oppositori erano i preferiti del re, il francese Esmé Stewart, I duca di Lennox, e James Stewart, conte di Arran, che condividevano il controllo del governo. Giacomo VI venne sequestrato durante la caccia vicino al castello di Ruthven nel Perthshire il 22 (o 23) agosto. Lo storico del XVII secolo, David Calderwood, nominò i cospiratori come i conti di Mar e Gowrie, il Maestro di Glamis, il Laird di Easter-Wemyss, Lewis Bellenden, Lord Boyd, Lord Lindsay, l'Abate di Dunfermline, l'Abate di Dryburgh, l'abate di Paisley, il priore di Pittenween e il connestabile di Dundee.
Per impedire un tentativo di salvataggio da parte dei soldati del duca di Lennox, il conte di Mar portò una forza armata a Kinross per interrompere la loro marcia verso nord. Il fratello del conte di Arran, William Stewart, raggiunse Ruthven e combatté i predoni, perse due dita e fu catturato. Lo stesso Arran arrivò e fu catturato. I signori di Ruthven presentarono al re una lunga "supplica" che spiegava i motivi della loro azione a sorpresa, datata 23 agosto. Alcune fonti, comprese le lettere di Robert Bowes, un diplomatico inglese inviato in Scozia dopo l'evento, affermano che il re venne catturato al castello di Ruthven il 23 agosto.
Il re fu detenuto dai lord Ruthven per quasi un anno, e fu spostato periodicamente in diversi edifici. Fu portato a Perth il giorno successivo, dove il conte di Gowrie aveva una grande residenza cittadina come prevosto della città. David Moysie scrisse che i signori avevano consegnato, al Re, la loro "supplica" a Perth, poi lo avevano portato al castello di Stirling alla fine di agosto. A Stirling la festa dei Ruthven fu organizzata da Francis Stewart, conte di Bothwell, dal conte di Glencairn e da Laurence, maestro di Oliphant, e con i loro servitori venne raggiunto il numero di 400 persone.
Copie di documenti rilevanti, come la "supplica" dei Lord del 23 agosto 1582 e la protesta di Lennox, "la petizione di D'Obany", furono consegnate da John Colville a Robert Bowes e inviate in Inghilterra, dove rimangono all'ufficio del registro pubblico.
Il nome del castello di Ruthven fu ufficialmente cambiato in Huntingtower nel 1600 dopo la cospirazione di Gowrie House.

### Avversari del regime
Il conte di Gowrie rimase a capo del governo assistito da figure come il Maestro di Glamis. Il preferito del re Esmé Stewart, duca di Lennox, il principale politico preso di mira dal colpo di stato, fu inviato al castello di Dumbarton, quindi costretto all'esilio in Francia, dopo essersi soffermato al castello di Rothesay sull'isola di Bute, e morì a Parigi nel maggio 1583. Un altro importante politico, il recentemente nobilitato James Stewart, conte di Arran, venne imprigionato a Dupplin, Stirling, Ruthven (Huntingtower) e poi confinato nella sua casa di Kinneil. Tra il resto della nobiltà, il regime di Ruthven era osteggiato dai conti di Huntly, Crawford, Morton (Maxwell) e Sutherland, e dai Lord Livingston, Seton, Ogilvy, Ochiltree e Doune, che si diceva sostenessero tutti Arran e Lennox.

### Politica

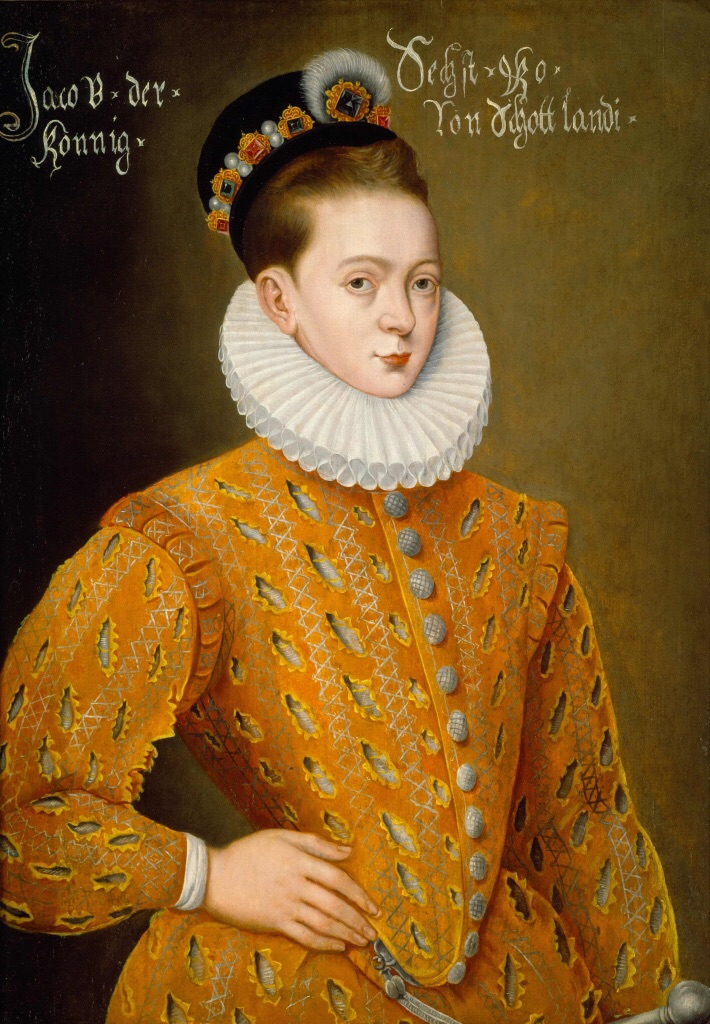
Giacomo VI di Scozia non fu affascinato dal programma di riforme di Ruthven

Il regime Gowrie risultò quello che venne descritto come un regime ultra-protestante e venne approvato dalla Assemblea Generale della Chiesa di Scozia come l'ultimo atto della Riforma scozzese. Il regime fu approvato dal pulpito da influenti ministri della Chiesa di Scozia. Questi uomini di chiesa furono chiamati "Melvilliani" dal loro portavoce Andrew Melville. I nobili capi del regime includevano anche coloro che furono "sconfitti" dalla caduta del Reggente Morton nel 1581 e la famiglia Douglas, che era stata esiliata in Inghilterra, i quali vennero reintegrati il 28 settembre 1582.
Il colpo di stato venne anche provocato dall'urgenza di frenare le spese eccessive della corte. A causa della stravaganza, il conte di Gowrie come Lord High Treasurer of Scotland aveva un debito di £ 48.000 sterline scozzesi. Questo debito non fu mai  rimborsato. Una serie di misure di risparmio sui costi della famiglia reale vennero proposte da Gowrie e dai suoi colleghi del tesoro.
La regina Elisabetta fu soddisfatta degli eventi e inviò £ 1000 nel settembre 1582 con Robert Bowes, un pagamento dichiarato come salario della Guardia del re. In risposta, gli oppositori del regime di Ruthven, i conti di Huntley, Argyll, Atholl, Crawford, Montrose, Arran, Lennox e Sutherland, scrissero una lettera da Dunkeld (vicino al castello di Blair di Atholl) alla città di Edimburgo descrivendo questa forza, finanziata dall'Inghilterra, come quattrocento uomini pagati allo scopo di portare Giacomo VI verso i loro "nemici più potenti" in Inghilterra. Esortarono i cittadini di Edimburgo ad armarsi e a sequestrare il re, che era a Holyroodhouse ma la gente di Edimburgo non seguì questo suggerimento.
La reazione di Francis Walsingham fu più cauta. Scrisse al conte di Shrewsbury, il custode di Maria, regina di Scozia, notizie sui progressi realizzati in Scozia il 26 settembre 1582. Walsingham pensava che "le cose non erano ancora come si sarebbe voluto". Trovò le lettere di re Giacomo e il suo discorso a favore del duca di Lennox fatto a Stirling il 14 settembre.
Il colonnello William Stewart fu inviato come ambasciatore del regime in Inghilterra nell'aprile 1583 per chiedere £ 10.000 e poi altre £ 5000 all'anno come reddito dalle terre inglesi di Matthew Stewart, IV conte di Lennox, e per la ratifica e il rinnovo del Trattato di Edimburgo del 1560. Il colonnello avrebbe dovuto informarsi con discrezione sulla successione al trono inglese. Robert Bowes, il diplomatico inglese, rimase a Edimburgo e seguì gli eventi. Come sembrava opportuno, fu incaricato da Francis Walsingham di cercare le lettere che erano state usate per incriminare la regina Maria nel 1568, ma il conte di Gowrie si rifiutò di consegnarle.
Gowrie fu anche corteggiato dalla Francia, ricevendo, nel febbraio 1583, un'offerta di un compenso annuale di 100.000 corone per lo stato, 2000 corone per lui e una somma forfettaria di altre 10.000 corone. Due ambasciatori francesi, La Mothe e Maineville, speravano di assicurare l'influenza francese sulla scelta della sposa di Giacomo. Giacomo VI ascoltò l'ambasciata francese di La Mothe alla presenza di William Davidson che avrebbe poi consegnato la condanna a morte di Maria, regina di Scozia.

### Fallimento del regime di Gowrie
Il regime di Gowrie fu inefficacemente sostenuto dalla regina Elisabetta I e dal suo segretario Walsingham. Dopo dieci mesi, il re ottenne la libertà a Saint Andrews nel luglio 1583. Giacomo VI soggiornò per la prima volta alle New Inns di St Andrews ma fu convinto a dormire nel castello di St Andrews. La fazione contraria al regime di Gowrie era lì in forze, e i Lord Enterprisers furono licenziati dalla corte, e un certo numero di loro seguaci che erano dipendenti di corte stipendiati furono licenziati. Giacomo VI andò a Stirling e al Falkland Palace, poi si unì ad Arran per un banchetto a Kinneil House il 13 novembre e quindi tornò a Edimburgo. Il conte di Arran ottenne un breve ascendente sugli affari scozzesi. Il conte di Gowrie fu graziato, ma continuò a complottare e in seguito fu decapitato per alto tradimento. Nel novembre 1585, tuttavia, lo stesso Arran fu rimosso dagli affari pubblici.
Poiché la regina Elisabetta era dispiaciuta per la caduta del regime di Ruthven, Walsingham fu inviato come ambasciatore in Scozia nel settembre 1583. Parlò con Giacomo VI a Perth, ed era convinto che l'influenza della regina Maria fosse dominante in Scozia, e atta a confondere il giovane re. Scrisse ad Elisabetta che Maria, "sebbene non possa vivere molti anni", avrebbe assistito al suo rovesciamento. Giacomo VI non aveva goduto del governo di Ruthven. Walsingham trovò il re incapace di prendere sul serio le sue lamentele. Giacomo aveva 17 anni e Maria 40.

## L'ultimo degli Oliphant
Due di quelli implicati nel Raid, il figlio maggiore del Capo del Clan Oliphant, Laurence Master of Oliphant, e suo cognato Master of Morton, furono esiliati nel 1584. La nave con la quale erano salpati per la Francia si era persa in mare e si diceva che la loro nave fosse stata catturata da una nave olandese e che fossero stati uccisi nei combattimenti o annegati nel naufragio. Successivamente, ci furono rapporti secondo i quali erano stati venduti a una nave di schiavi turca. Nel 1589, uno scozzese, James Hudson, con l'ambasciatore scozzese, fece appello a Francis Walsingham per il suo aiuto nel trovare gli uomini, che si diceva fossero schiavi nel castello di Algeri. Nel 1601, Robert Oliphant andò ad Algeri per cercare i suoi parenti, portando una lettera di presentazione al sultano Mehmed III scritta dalla regina Elisabetta, che raccomandava anche al suo ambasciatore John Wroth di aiutare la ricerca.
Una targa in loro memoria è stata posta nella chiesa inglese di Algeri. Lo storico del XVII secolo della famiglia Douglas, David Hume di Godscroft, attribuì la colpa della loro perdita alla madre di Robert, Agnes Leslie, contessa di Morton, per il suo tentativo, nel 1584, di impedire loro di sostenere il conte di Gowrie.